# ZDoom
ZDoom — портированная версия компьютерной игры Doom с расширенными возможностями.
Поддержка программы прекращена 7 января 2017 года. Последняя выпущенная автором версия — 2.8.1.

## Описание
Первые версии ZDoom вышли в марте 1998 года, на момент прекращения работ разработка проекта велась 19 лет.
По мнению издания PC Gamer, ZDoom был «одним из столпов сообщества моддинга Doom, снявшим многие ограничения оригинального Doom». Также ZDoom обладал поддержкой других игр, основанных на движке Doom, таких как Heretic, Hexen и Strife. В нем была добавлена поддержка игровых приставок, высоких разрешений, различных музыкальных форматов, эффектов камеры, текстур для неба и другие возможности. Кроме того, выход ZDoom привел к появлению ряда модов оригинального Doom, среди которых Brutal Doom, Zandronum и его производные наподобие GZDoom. В ZDoom была встроена расширенная система создания скриптов ACS из Hexen, что позволило создавать и распространять файлы Doom WAD среди сообщества моддинга. В течение длительного времени это был единственный способ игры в Doom на современных компьютерах под управлением ОС Windows.
После прекращения поддержки автор проекта Ренди Хейт (англ. Randy Heit) сообщил о передаче управления форумом и вики-сайтом проекта Рейчел Александерсон (англ. Rachael Alexanderson), соавтору QZDoom — другого порта Doom.
Несмотря на завершение разработки ZDoom, работа над его производными продолжается. Существует ряд его производных (и, в частности, GZDoom), де-факто являющихся преемниками ZDoom, некоторые из них сфокусированы в первую очередь на создании соревновательных WAD.